# Gonzalo Ludueña
Gonzalo Emannuel Ludueña (ur. 13 marca 1986, Córdoba, Argentyna) – argentyński piłkarz, grający na pozycji pomocnika. Obecnie zawodnik klubu Club Atlético River Plate. Młodzieżowy reprezentant kraju U-17 - 7 meczów (0) goli.
Ludueña pochodzi z rodziny znanych piłkarzy. Jego ojciec był defensywnym pomocnikiem a jego starszy brat Daniel Ludueña gra w Meksyku w klubie Santos Laguna. Gonzalo jak i jego brat Daniel, przyjęli ten sam pseudonim boiskowy, Hachita (mały Axe) na cześć swego ojca który grał pod pseudonimem El Hacha (Axe) Ludueña.
Gonzalo Ludena na początku swojej kariery nie dostał wielu szans udowodnienia swojej przydatności do zespołu River Plate. Zostaje wypożyczony do ekwadorskiego Emelec a w następnym sezonie gra w peruwiańskim Universidad San Martin gdzie z 10 golami zostaje królem strzelców.
W 2010 podpisuje nowy kontrakt z klubem River Plate.